# Coelocraera costifera
Coelocraera costifera är en skalbaggsart som beskrevs av Sylvain Auguste de Marseul 1857. Coelocraera costifera ingår i släktet Coelocraera och familjen stumpbaggar. Inga underarter finns listade i Catalogue of Life.